# Jumbo (film 2008)
Jumbo – indyjski film animowany  z 2008 roku. Jest remake'iem tajskiego filmu Khan Kluay z 2006. Głosy pod głównych bohaterów podkładali Akshay Kumar, Rajpal Yadav, Lara Dutta, Dimple Kapadia, Asrani, Gulshan Grover i Yuvraj Singh.